# Notre-Dame-de-Bellecombe
Notre-Dame-de-Bellecombe – miejscowość i gmina we Francji, w regionie Owernia-Rodan-Alpy, w departamencie Sabaudia.
Według danych na rok 1990 gminę zamieszkiwało 459 osób, a gęstość zaludnienia wynosiła 21 osób/km² (wśród 2880 gmin regionu Rodan-Alpy Notre-Dame-de-Bellecombe plasuje się na 1182. miejscu pod względem liczby ludności, natomiast pod względem powierzchni na miejscu 429.).